# Émile Souply
Émile Souply, né à Charleroi le 28 décembre 1933 et mort à Uccle (Bruxelles) le 8 février 2013, est un sculpteur et un orfèvre belge. Certains de ces ouvrages sont conservés dans la bibliothèque de sa ville natale.

## Biographie
Émile Souply est formé en orfèvrerie et en dinanderie à l'École de Métiers d'Art de l'Abbaye de Maredsous de 1946 à 1952, où il rencontre Félix Roulin. 
Il débute dans l'orfèvrerie en réalisant d'abord des commandes pour des communautés religieuses. Attiré par l'esthétique industrielle, il apprend  la pratique du fer forgé à partir de 1953 et cofonde en 1962 un collectif appelé Groupe Design. Il réalise également des meubles.
Il est notamment l'auteur des grilles du siège administratif de la Banque Bruxelles-Lambert à Bruxelles, d'un relief mural en acier et textile à l'hôtel Hilton de Bruxelles, d'une sculpture en verre et miroirs pour le pavillon de la Belgique à l'Exposition universelle de 1967 à Montréal.

## Œuvres d'art public
- 1969 : Sculpture n° 38, au Musée d'art contemporain en plein air du Sart Tilman, université de Liège, œuvre recréée en 1992[2].
- 1978 : Tramification fluide - Tramification syncopée, station Botanique du Métro de Bruxelles.